# Nantes Longchamp patinage à roulette
 (juillet 2018).
Le Nantes Longchamp Patinage à Roulette est un club omnisports de la ville de Nantes en Loire-Atlantique. Cet article traite de la section rink hockey du club qui compte également une section artistique et une section randonnée.

Avant la disparition du club à la fin de la saison 2013-2014, l'équipe première du club évolue dans le championnat de France de Nationale 2 Sud. En juin 2014, un projet de fusion-absorption du club par le Nantes Atlantique Rink Hockey est étudié. Il est voté en juillet 2014.

## Histoire
En septembre 1980, le gymnase est neuf, une équipe du quartier composée de Raymond Robert, Marcel Bertho, Robert Bachelier, crée une section de patinage à roulettes au sein de l’Amicale Laïque de Longchamp. Vingt-quatre jeunes fréquentent l’école de patinage. La première activité en compétition est la course. Huit patineurs licenciés à la fédération française participent aux courses départementales nombreuses à cette époque : Le Cellier, Touvois.
Dès l’année suivante, le hockey et l’artistique viennent en complément de la course. Pendant cinq ans, les effectifs tournent autour d’une centaine de patineurs, la plupart à l’école de patinage, les garçons les plus âgés pratiquant le hockey pendant l’hiver et la course aux beaux jours. Le hockey a des difficultés à prendre sa place, en 1985-1986 il n’y a qu’une seule équipe de benjamins engagée en championnat régional, ils continuent en minimes en 1986-1987. Les coureurs sont treize dont deux sont qualifiés pour les championnats de France.
L’année suivante voit la fin de la course à Longchamp, et l’essor du hockey : trois équipes poussins, benjamins et minimes. Si les équipes sont là, les résultats sont encore modestes, rares sont les week-ends où une équipe décroche une victoire, voire un nul. 
Avec le début des années 90, les effectifs continuent de progresser. 140 licenciés en 1989-1990 : 70 à l’école de patinage, et 70 en compétition ; en artistique entraînés par Michelle Dantoing et en hockey dans cinq équipes (un junior, une minime, une benjamin et deux poussins). Les poussins de l’époque se prénomment Gildas, Thomas, Guillaume, Matthieu, Ludo est peut-être déjà benjamin, Sylvain est arrivé peu après.
1991 : premier titre pour Longchamp. David Rousseau qui patine à Longchamp pendant cinq ans, est sacré champion de France artistique solo à Nantes.
Les effectifs augmentent toujours, les résultats sportifs s’améliorent d’année en année. Dès lors il devient difficile pour l’Amicale Laïque de conserver parmi ses sections une activité qui est la seule à pratiquer la compétition et dont les membres sont aussi nombreux que tous les membres des autres sections réunies. Préparée conjointement pendant plus d’un an, la nouvelle structure autonome verra le jour en 1997. Raymond Robert en profite pour prendre un peu de distance. Hubert Georget est le président du nouveau NLPR de 1997 à 2002. Jacques Gonot lui succède alors.
Pendant ce temps les patineurs accumulent les bons résultats. L’équipe senior de rink-hockey joue toujours les premiers rôles en Nationale 3, elle a même connu la performance de la montée en Nationale 2,. Les patineuses solo ou synchro sont régulièrement sur les podiums régionaux, les plus grandes décrochent un titre national en 2002. Mais le club, fidèle à son ancrage dans le quartier, privilégie toujours le plaisir d’apprendre à patiner, que ce soit à l’école de patinage, ou dans la section « loisirs randonnée » qui associe convivialité et escapades sur les routes du département.
Le club est capable de former des joueurs d'excellent niveau pouvant évoluer en Nationale 1. Mais ces joueurs partent dans les clubs voisins. 

## Palmarès
Demi-finaliste de la première coupe de France.